# Не можеш да го вземеш с теб
„Не можеш да го вземеш с теб“ (на английски: You Can't Take It With You) е американски игрален филм – романтична комедия, излязъл по екраните през 1938 година, режисиран от Франк Капра с участието на Джеймс Стюърт и Джийн Артър.

## Сюжет
Алис (Джийн Артър) и Тони (Джеймс Стюърт) са двама млади, красиви и влюбени един в друг хора. На другия полюс са настроенията в техните семейства по отношение на връзката им. Родителите на Тони са заможни сноби от банкерските среди, които не възприемат добре ексцентричната фамилия на Алис.

## В ролите
| Изпълнител      | Роля                         |
| --------------- | ---------------------------- |
| Джеймс Стюърт   | Тони Кърби                   |
| Джийн Артър     | Алис Сикамор                 |
| Лайънъл Баримор | дядо Мартин Вандерхоф        |
| Едуард Арнолд   | Антъни Кърби, бащата на Тони |
| Миша Ауер       | Борис Коленков               |
| Ан Милър        | Еси Кармайкъл                |
| Спринг Байтън   | Пени Сикамор                 |
| Самуел Хиндс    | Пол Сикамор                  |
| Доналд Мийк     | Попинс                       |
| Х.Б. Уорнър     | Рамзи                        |
| Халиуел Хобс    | Де Пина                      |
| Дъб Тейлър      | Ед Кармайкъл                 |
| Мери Форбс      | госпожа Кърби                |

## Награди и Номинации
Филмът е сред основните заглавия на единадесетата церемония по връчване на наградите „Оскар“ с номинации в седем категории, спечелвайки двете основни награди: за най-добър филм и най-добър режисьор. Това е третият персонален „Оскар“ за Франк Капра след призовете му за филмите „Това се случи една нощ“ (1934) и „Господин Дийдс отива в града“ (1936).